# Bevano
Le Bevano est un torrent de la région Émilie-Romagne (Italie) de 33 km et d’un débit de 1,5 m3/s, dont le bassin est compris entre celui des Fiumi Uniti au nord et celui du Savio au sud.

## Description
Ses sources se trouvent sur les pentes du mont Maggio (329 m), près de la commune de Bertinoro dans la province de Forlì-Cesena. En plaine, le torrent recueille les eaux de nombreux fossés, canaux de drainage agricole et canaux d’assainissement. Le Bevano poursuit son cours dans la province de Ravenne dans la localité de Casemurate-San Zaccaria, dans une zone qui fut un grand marais, la Valle Standiana, aujourd’hui asséché. En aval, le Bevano est rejoint par deux écoulements naturels, l'Acquara et la Bevanella, qui confluent dans son lit près de la Pinède de Classe.
Près de la côte, entre le Bevano et son affluent principal, le canal Ghiaia (Fosso Ghiaia), se trouve le marais d'Ortazzo, site naturel d’intérêt ornithologique: où l’on peut observer les flamants roses, hérons et l’échasse blanche.
Après la confluence du canal Ghiaia, le Bevano débouche sur une zone côtière encore intacte, caractérisée par la présence de pinèdes, dunes de sable, méandres du torrent, marais saumâtres et zones humides. Là, le Bevano débouche dans l’Adriatique, dans un estuaire limité par les hameaux  Lido di Dante au nord, et Lido di Classe au sud, et à l’est par la route qui longe la Pinède de Classe. L’embouchure est comprise dans la Réserve naturelle côtière de Ravenne et embouchure du torrent Bevano.

## Sources
- (it) Cet article est partiellement ou en totalité issu de l’article de Wikipédia en italien intitulé « Bevano » (voir la liste des auteurs).